# Quadrophenia

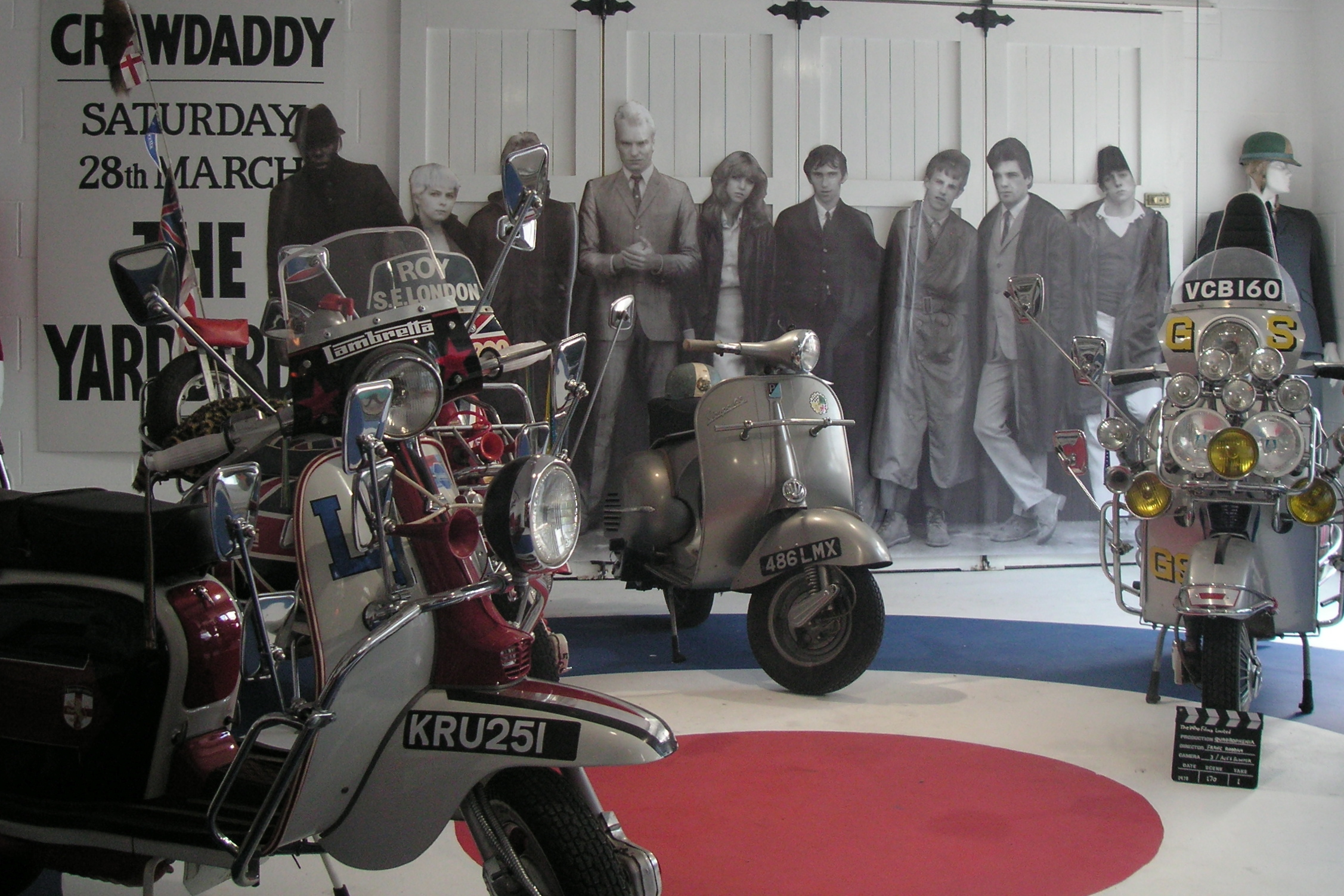
Wystawa upamiętniająca film Quadrophenia i jego bohaterów

Quadrophenia – szósty album studyjny angielskiego zespołu rockowego The Who z 1973 roku.
Cztery lata po ukazaniu się opery rockowej Tommy, zespół podjął ponowną próbę stworzenia większej formy muzycznej. Teksty utworów opowiadały o dojrzewaniu chłopca, w którego postaci zespoliły się cechy osobowe czterech członków The Who. Ukazano proces edukacji społecznej młodego Brytyjczyka: upokarzający, dławiący indywidualność, wymuszający postawę służalczą. Przypominał Anglię z początku lat 60., czasów starć między modsami a rockersami. Quadrophenia była monologiem wewnętrznym bohatera, toteż wszystkie utwory zostały powierzone Rogerowi Daltreyowi.
W 2003 album został sklasyfikowany na 266. miejscu listy 500 albumów wszech czasów dwutygodnika „Rolling Stone”.

## Historia powstania
Idea stworzenia albumu pojawiła się wtedy, gdy Townshend zastanawiał się, jak uczcić nadchodzące dziesięciolecie istnienia The Who. Muzyk brał pod uwagę stworzenie kolejnej rock opery, która przebiłaby Tommy’ego poziomem artystycznym oraz ambicjami. Wspomina on również o frustracji związanej z ostatecznym niepowodzeniem projektu Lifehouse, jak również świadomością tego, że pozostali członkowie The Who nie rozumieją niezwykle ważnych dla Townshenda inspiracji duchowych płynących z nauk Meher Baby.
W autobiograficznej książce Kim jestem Townshend wspomina, że pewnego dnia spacerował brzegiem morza, nie mogąc znaleźć ukojenia, gdy nagle przyszła mu na myśl melancholijna refleksja: „Cóż z tego wszystkiego, skoro będzie kiedyś trzeba ściąć włosy”. Tekst ten został następnie włączony do piosenki Cut My Hair, która później stała się częścią Quadrophenii.
Quadrophenia to dzieło, z którego Townshend był najbardziej dumny. Jak wspomina, najlepiej odzwierciedlało ono artystyczne dążenia całej jego kariery muzycznej. Album w czasie swojej premiery zyskał w opinii wielu krytyków miano arcydzieła, do dziś nosząc miano jednego z najważniejszych albumów koncepcyjnych w historii, zestawiany m.in. z wydanym w tym samym roku The Dark Side of the Moon Pink Floyd. Krytycy muzyczni zwracali uwagę na bogatą inżynierię dźwięku oraz produkcję utworów składających się na album.

## Styl, treść i problematyka

### Znaczenie tytułu
Tytuł albumu nawiązuje do kwadrofonii jako systemu czterokanałowej transmisji dźwięku. Jednocześnie oznacza on cztery różne nastroje wyczuwane w kolejnych piosenkach na płycie, od poczucia odrzucenia i gniewu, przez melancholię aż po nadzieję. Kolejnym symbolicznym znaczeniem tytułu jest muzyczna reprezentacja odmiennych osobowości czterech członków zespołu The Who oraz fikcyjnego roztrojenia jaźni głównego bohatera opery („quadrohenia” jako odmiana „schizofrenii”).
Przedrostek quadro odnoszono również do czterech głównych tematów opery: agresji, frustracji, cierpienia oraz miłości, a także „czterech różnych sposobów spojrzenia na świat” w drodze do osiągnięcia własnej wewnętrznej prawdy. Do albumu dołączono 36-stronicowy album ze zdjęciami, które obrazują przebieg fabuły dzieła. Dźwięk nagrywano w systemie kwadrofonicznym zwłaszcza po to, aby dokonać syntezy muzyki instrumentalnej z odgłosami deszczu, wiatru i morza.

### Realizm i symbolizm
Quadrophenia została przemyślana jako rozrachunek Townshenda z dzieciństwem i młodością w robotniczej dzielnicy Londynu. Dzieło to różni od poprzedniej rock opery The Who, Tommy’ego, szorstki i brutalny realizm w obrazowaniu czasów powojennych oraz wyżu demograficznego w Wielkiej Brytanii. Realizm ten został uwydatniony przez użycie autentycznych nagrań z wiadomości radiowych informujących o bójkach między członkami gangów modsów i rockersów. Quadrophenia cechuje się jednocześnie liryzmem:
Na samym początku słychać huk fal i miotane nimi wołanie z oddali: „czy widzisz, kim naprawdę jestem?” albo „czy widzisz prawdziwego mnie?” („can you see the real me?”). Jimmi, protagonista „Quadrophenii”, rozpaczliwie potrzebuje zostać usłyszany, zobaczony w swojej wyjątkowości, choć sam do końca nie wie, kim „naprawdę jest” (...). Teksty piosenek współtworzących kolejne rozdziały „Quadrophenii” oscylują wokół dwóch słów, „sea” (morze) oraz „me” (ja), nie bez powodu tworzących parę stale powracających rymów. Tak naprawdę Jimmy to morze, raz spokojne, a innym razem wzbudzone (...). Samo morze symbolizuje tutaj nie tylko przestrzeń tajemnicy istnienia, ale także wielokrotnie już wspomniany „pęd życia”, czyli élan vital. Nie da się go ujarzmić za pomocą konwenansu społecznego, ani poprzez życzenie doskonałego ładu. Może być tylko przeżyty, w całości i aż do końca. On sam natomiast „tchnie, dokąd chce” .

### Portret indywidualisty i kontrkultury
Dzieło koncentruje się na postaci Jimmy’ego, ewidentnie inspirowanej osobistą historią życia Townshenda. To ktoś, kto „poszukuje własnej tożsamości, sensu oraz celu istnienia”, przy tym wszystkim „zmagając się z permanentnym bezrobociem, presją rodziców i uzależnieniem od amfetaminy”. Na drodze do duchowego przebudzenia zanegował wartości tradycji, rodziny i społeczeństwa, aby rzucić się w wir anarchii. Jednocześnie zauważył, że wyzwoleńcze subkultury modsów i rockersów rodzą przemoc i wcale nie przyczyniają się do szczęśliwego życia.
Quadrophenia jest hymnem Townshenda na cześć kontrkultury młodzieżowej lat 60., jak również hołdem złożonym klasie robotniczej w Wielkiej Brytanii lat powojennych. Muzycy wskazywali zwłaszcza na „dzieciaków z Goldhawk Road”, choć ważnym miejscem w fabule opowieści okazało się również miasto Brighton w północnej Anglii.
Pod względem obrazowania człowieka kontrkulturowego, Michał Gołębiowski porównał Quedrophenię do filmu Czerwona pustynia Michelangelo Antonioniego z 1964 roku .

## Recepcja i krytyka
Album uznaje się dziś za jedno z najważniejszych dzieł klasycznego rocka. W opinii Townshenda jest to również magnum opus grupy.

## Lista utworów
| 1.  | „I Am the Sea”               | 2:08    |
|     |                              |         |
| 2.  | „The Real Me”                | 3:20    |
|     |                              |         |
| 3.  | „Quadrophenia”               | 6:15    |
|     |                              |         |
| 4.  | „Cut My Hair”                | 3:46    |
|     |                              |         |
| 5.  | „The Punk and the Godfather” | 5:10    |
|     |                              |         |
| 6.  | „I’m One”                    | 2:39    |
|     |                              |         |
| 7.  | „The Dirty Jobs”             | 4:30    |
|     |                              |         |
| 8.  | „Helpless Dancer”            | 2:32    |
|     |                              |         |
| 9.  | „Is It in My Head?”          | 3:46    |
|     |                              |         |
| 10. | „I’ve Had Enough”            | 6:14    |
|     |                              |         |
| 11. | „5:15”                       | 5:00    |
|     |                              |         |
| 12. | „Sea and Sand”               | 5:01    |
|     |                              |         |
| 13. | „Drowned”                    | 5:28    |
|     |                              |         |
| 14. | „Bell Boy”                   | 4:56    |
|     |                              |         |
| 15. | „Doctor Jimmy”               | 8:42    |
|     |                              |         |
| 16. | „The Rock”                   | 6:37    |
|     |                              |         |
| 17. | „Love, Reign o’er Me”        | 5:48    |
|     |                              |         |
|     |                              | 1:21:52 |
|     |                              |         |

## Twórcy
- John Entwistle – gitara basowa, waltornia, śpiew
- Roger Daltrey – śpiew
- Keith Moon – perkusja, różne instrumenty perkusyjne, śpiew
- Pete Townshend – gitary, syntezator, fortepian, śpiew

Ponadto:
- Chris Stainton
- John Curle
- Chris Stamp
- Pete Kameron
- Ron Nevison
- Ron Fawcus
- Bob Ludwig
- Rod Houison
- Graham Hughes
- Ethan Russell

## Film
Na podstawie albumu powstał w 1979 roku film fabularny, Kwadrofonia, w reżyserii Franca Roddama, z udziałem m.in.  Phila Danielsa, Stinga i Toyah. Początkowo do zagrania głównej roli brano pod uwagę Johnny’ego Rottena z grupy Sex Pistols. Magazyn „The New York Times” umieścił film na liście 1000 najlepszych filmów wszech czasów.

## Certyfikaty i sprzedaż
| Kraj                     | Certyfikat      | Sprzedaż   |
| ------------------------ | --------------- | ---------- |
| Francja (SNEP)           | złota płyta     | 100 000+   |
| Stany Zjednoczone (RIAA) | platynowa płyta | 1 000 000+ |
| Wielka Brytania (BPI)    | złota płyta     | 100 000+   |